# Mozdahir
Mozdahir (também conhecido como o Instituto Mozdahir Internacional; nome em francês: Institut Mozdahir International ou IMI) é uma organização não-governamental internacional sediada em Dakar, Senegal. Tem sucursais noutros países africanos, como o Mali, Costa do Marfim, Guiné-Bissau, e outros.
A Mozdahir foi fundada em 2000 por Cherif Mohamed Aly Aidara, um dos principais líderes religiosos xiitas no Senegal. A ONG trabalha em projetos de desenvolvimento relacionados com educação, saúde, agricultura, ambiente, reflorestação e energia solar, e já estabeleceu parcerias com outras renomadas ONG, como o Programa Alimentar Mundial.
A Mozdahir está sediada em Dakar, perto do campos da Universidade de Dakar. O campus principal da ONG em Dakar inclui uma biblioteca e instalações educativas. A Mozdahir possui também uma estação de rádio, que é a única estação de rádio xiita atualmente em transmissão no Senegal. Leva a cabo muitos projetos de desenvolvimento na região de Casamansa no sul do Senegal, além de fazê-lo em várias partes da África Ocidental. A organização gere vários projetos de desenvolvimento rural como a criação de novos bananais.